# Étienne Pasquier (violoncelliste)
Pour les articles homonymes, voir Pasquier et Étienne Pasquier.
Étienne Pasquier (10 mai 1905-14 décembre 1997) était un violoncelliste français.
Étienne Pasquier a fait partie du trio Pasquier à partir de 1927 avec ses frères Jean et Pierre.
Détenu avec Olivier Messiaen (pianiste et compositeur), Jean Le Boulaire (violoniste) et Henri Akoka (clarinettiste) au Stalag VIII-A, à Görlitz depuis le 20 juin 1940, il y crée avec eux le 15 janvier 1941 le Quatuor pour la fin du temps. Bien que les éditions Durand n'en fasse pas mention, il est l'auteur des coups d'archet et des articulations de la partition de violoncelle. Pendant toute la durée de sa captivité, il est le plus proche ami et partenaire d'Olivier Messiaen. Les quatre créateurs de l'œuvre bénéficient d'une libération quelques mois après et peuvent rentrer en France. On doit au Commandant du Stalag VIII A la protection des quatre musiciens pendant leur temps de détention, de leur avoir permis de jouer régulièrement et d'avoir pu créer dans des conditions à la fois tragiques et inespérées une œuvre majeure de la musique de chambre du XXe siècle (souvenirs recueillis auprès d'Etienne Pasquier).